# Heli Rantanen

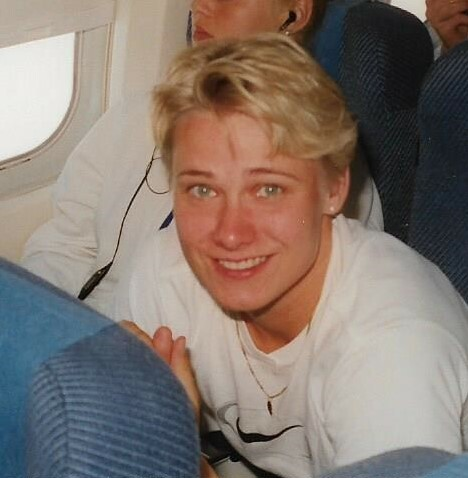
Heli Rantanen

Heli Rantanen (Lammi, 26 de fevereiro de 1970) é uma atleta finlandesa especialista no lançamento de dardo. Foi campeã olímpica desta prova em Atlanta 1996, com a marca de 67,94 metros,  seu recorde pessoal e conseguido no primeiro lançamento.
Sua medalha de ouro nestes Jogos foi uma grande surpresa. Apesar de ter participado de dois Jogos Olímpicos (foi sexta colocada em Barcelona 1992), quatro campeonatos mundiais de atletismo e dois campeonatos europeus, esta foi a única grande conquista internacional de sua carreira. Heli foi a primeira atleta nórdica a se tornar campeã olímpica no atletismo. 